# I Believe in You
«I Believe in You» (en español: «Creo en ti») es una canción dance-pop de la cantante australiana Kylie Minogue y escrita por ella junto a Jake Shears y Babydaddy, ambos miembros de Scissor Sisters, siendo estos últimos los encargados de su producción. Se recibió una recepción positiva general de la crítica especializada cuando fue lanzado como el primer sencillo del álbum de compilación Ultimate Kylie en diciembre de 2004. En la canción, Minogue describe como cree más en su amante que en cualquier otra cosa. 
El sencillo alcanzó el puesto número dos en el Reino Unido y en el número seis en Australia, convirtiéndose en un éxito de clubes nocturnos, llegando al tercer lugar en la lista Hot Dance Club de Billboard en 2005 y obteniendo una nominación al premio Grammy a la mejor grabación dance de 2006.

## Composición y grabación
«I Believe in You» es una canción disco de amor, que cuenta con el uso de sintetizadores y teclados. La letra de la canción, coescrito por Kylie, se describe cómo ella no cree en nada, excepto su amante. Escrito y grabado para Ultimate Kylie durante el verano de 2004 en Londres, la canción se inspira en la música disco, new wave y electro-pop de la década de 1980.
La canción abre con un teclado de tocar la melodía coral. Esta melodía se mantiene durante toda la canción, a excepción de vez en cuando hace una pausa para los versos. Como dice la canción sigue, batería y sintetizador cadenas se añaden a un segundo plano, que continúan a través de toda la canción.

## Resultado
El sencillo fue lanzado el 6 de diciembre de 2004 en el Reino Unido y alcanzó el puesto número dos en las listas de sencillos británicos. Se mantuvo en el Top 10 durante cuatro semanas, pero pasó seis semanas en el número uno en la tabla en radios, y siete semanas en la lista en total.
En Australia, el sencillo llegó al número seis, y fue disco de oro en 2005. En la mayoría de países europeos, la canción fue un éxito tanto en los sencillos y listas radiofónicas. Como en Rumania donde lideró el chart durante 2 semanas, también llegó al primer lugar de Portugal, Ucrania, Bielorrusia, y en Croacia Airplay, Eslovenia Airplay y Polonia Airplay. En Macedonia obtuvo el segundo lugar al igual que en Dinamarca. En Estonia apareció en el #3. Cuarto puesto en Austria y quinto en Hungría y España. En Suiza llegó al #6 y en Irlanda #9. En el ranking Europeo Billboard llegó al tercer casillero, aunque sí fue número 1 en el Euro 200.
En los Estados Unidos, el sencillo no gráfico en el Billboard Hot 100, pero de pico en el número tres en el Billboard Hot Dance Club Play. En Nueva Zelanda, que debutó en el número 38, a continuación, después de dos semanas, que alcanzó su punto máximo en el número 29, pero se retiró después de cinco semanas.
En Asia el tema entró al top 10 de varios países como Israel (Oriente Medio) donde fue capaz de conseguir un nuevo número 1. En Taiwán llegó al #4 y en Tailandia al #5, en Malasia el #7. 

## Formatos y listas de canciones
Europa CD 1
1. «I Believe in You» – 3:21
2. «B.P.M.» – 4:07

Europa CD 2
1. «I Believe in You» – 3:21
2. «I Believe in You» (Mylo Vocal Mix) – 6:02
3. «I Believe in You» (Skylark Mix) – 7:57
4. «I Believe in You» (Vídeo)

Australia CD
1. «I Believe in You» – 3:21
2. «B.P.M.» – 4:07
3. «I Believe in You» (Mylo Vocal Mix) – 6:02
4. «I Believe in You» (Skylark Mix) – 7:57
5. «I Believe in You» (Vídeo)